# Distrito electoral de Kinkaid (condado de Rock, Nebraska)
Kinkaid (en inglés: Kinkaid Precinct) es un distrito electoral ubicado en el condado de Rock en el estado estadounidense de Nebraska. En el Censo de 2010 tenía una población de 39 habitantes y una densidad poblacional de 0,16 personas por km².

## Geografía
Kinkaid se encuentra ubicado en las coordenadas 42°16′51″N 99°19′3″O / 42.28083, -99.31750. Según la Oficina del Censo de los Estados Unidos, Kinkaid tiene una superficie total de 249,18 km², de la cual 247,92 km² corresponden a tierra firme y (0,51%) 1,26 km² es agua.

## Demografía
Según el censo de 2010, había 39 personas residiendo en Kinkaid. La densidad de población era de 0,16 hab./km². De los 39 habitantes, Kinkaid estaba compuesto por el 100% de blancos.